# Monochamus mbai
Monochamus mbai là một loài bọ cánh cứng trong họ Cerambycidae.